# Saint-Denis (Aostatal)
Saint-Denis ist eine kleine italienische Gemeinde in der autonomen Region Aostatal.
Saint-Denis hat 371 Einwohner und liegt in einer Höhe von 809 m ü. NN an der linken Seite der Dora Baltea. Die Einwohnerzahl hat sich von 630 im Jahre 1881 bis auf 368 Einwohner (Stand 31. Dezember 2023) verringert. Die Nachbargemeinden von Saint-Denis sind Antey-Saint-André, Chambave, Châtillon, Pontey, Torgnon und Verrayes.
Während der Zeit des Faschismus trug das Dorf den italianisierten Namen San Dionigi.